# Гамба
Гамба (на френски: Gamba) е пристанищен град в западен Габон с население от около 8000 души. Градът е разположен в лагуната Ндого и се разраства покрай петролната компания Шел, която има нефтени кладенци в околността. В града има и летище. Населението му е 10 454 жители (по данни от 2013 г.),